# (867) Kovacia
(867) Kovacia – planetoida z pasa głównego asteroid okrążająca Słońce w ciągu 5 lat 133 dni w średniej odległości 3,06 au. Została odkryta 25 lutego 1917 roku w Obserwatorium Uniwersyteckim w Wiedniu przez Johanna Palisę. Nazwa pochodzi do Friedricha Kovacsa, lekarza który leczył żonę odkrywcy. Przed nadaniem nazwy planetoida nosiła oznaczenie tymczasowe (867) 1917 BS.